# Wiesław Żyliński
Wiesław Żyliński (ur. 16 kwietnia 1960 w Bubelach) – polski polityk, społecznik, przedsiębiorca, w 2015 wicewojewoda i p.o. wojewody podlaskiego.

## Życiorys
W 1986 r. ukończył studia na Politechnice Białostockiej, gdzie uzyskał tytuł magistra inżyniera budownictwa o specjalności: drogi, ulice, lotniska. W 2004 r. ukończył studia podyplomowe „Zarządzanie i finanse w ochronie zdrowia” na Uniwersytecie Ekonomicznym we Wrocławiu.
W latach 1986–2007 pracował w firmach branży sportowej, turystycznej, wystroju wnętrz i stalowej. Równolegle od 1993 r. prowadził indywidualną działalność gospodarczą w branży budowlanej. W 2008 r. pełnił funkcję dyrektora Wojewódzkiego Ośrodka Ruchu Drogowego w Białymstoku. W latach 2009–2015 kierował Biurem Wsparcia Inwestycyjnego w Podlaskim Oddziale Regionalnym Agencji Restrukturyzacji i Modernizacji Rolnictwa w Białymstoku.
Od 2007 należy do Polskiego Stronnictwa Ludowego. Objął funkcję wiceprezesa PSL w województwie podlaskim i prezesa zarządu miejskiego PSL w Białymstoku, a także członka władz krajowych tej partii. W 2007 i 2015 bez powodzenia kandydował do Sejmu, a w 2010 – do sejmiku podlaskiego. W 2011 bezskutecznie kandydował do Senatu w okręgu nr 60 (zajmując 4 miejsce na 5 kandydatów).
8 lipca 2015 został powołany na stanowisko wicewojewody podlaskiego. Od 7 października 2015 pełnił obowiązki wojewody podlaskiego. Ze stanowiska wicewojewody został odwołany 10 grudnia 2015.

## Działalność społeczna
Współzałożyciel Towarzystwa Inicjatyw Społecznych „Nowy Świat” w Warszawie (2004) i Stowarzyszenia Lokalna Grupa Działania Szlak Tatarski w Sokółce (2007). Członek społecznej rady Wojewódzkiego Szpitala Zespolonego im. Śniadeckich w Białymstoku.

## Życie prywatne
Żonaty, ma troje dzieci.